# Ehszán Haddádi
Ehszán Haddádi (Teherán, 1985. január 20. –) olimpiai ezüstérmes és világbajnoki bronzérmes iráni atléta, diszkoszvető.

## Pályafutása
2004-ben junior világbajnoki címet szerzett az olaszországi Grossetóban.
A 2007-es oszakai világbajnokságon döntőbe jutott, ahol 64,53 m-es eredménnyel 7. helyen végzett.
Egyéni legjobbját 2008. június 3-án teljesítette, az észtországi Tallinnban. Eredménye 69,32 méter, mely jelenleg is Ázsia rekord.
A pekingi olimpián nem sikerült döntőbe jutnia a selejtezőben 17. lett 61,34 méterrel.
A 2011-es tegui világbajnokságon bronzérmet szerzett szezonbeli legnagyobb dobásával 66,08 méterrel.
A londoni olimpián ezüstérmet szerzett 68,18 méterrel.
Háromszoros Ázsiai Játékok győztes. Négyszeres Ázsia-bajnok.

## Egyéni legjobbjai
| Versenyszám   | Eredmény       | Helyszín  | Dátum           |
| Szabadtér     | Szabadtér      | Szabadtér | Szabadtér       |
| ------------- | -------------- | --------- | --------------- |
| Diszkoszvetés | 69,32 méter AR | Tallinn   | 2008. június 3. |

magyarázat: AR = kontinensrekord